# GJ 3293
Désignations
GJ 3293 est une étoile située à une distance de ∼ 66 a.l. (∼ 20,2 pc) du Soleil, dans la constellation australe de l'Éridan. De magnitude apparente 11,96 dans le spectre visible, elle n'est pas observable à l'œil nu depuis la Terre. Avec une masse d'environ 0,42 masse solaire pour une rayon de 0,404 ± 0,027 rayon solaire, elle est l'objet primaire d'un système planétaire dont les trois objets secondaires connus à ce jour (mai 2015) sont GJ 3293 b, GJ 3293 c et GJ 3293 d, trois planètes confirmées.

## Détection des planètes
GJ 3293 b, GJ 3293 c et GJ 3293 d ont été détectées par HARPS, le spectrographe échelle équipant le télescope de 3,6 mètres de l'Observatoire européen austral (ESO) à La Silla au Chili. Leur découverte par la méthode des vitesses radiales est annoncée par Nicola Astudillo-Defru et al. le 25 novembre 2014 puis conformée par la NASA dès le 4 décembre 2014.

### La planète Gliese 3293 b
Avec une masse minimale de 0,081 2 ± 0,005 3 masse jovienne, soit 25,8 ± 1,7 masses terrestres, GJ 3293 b serait une planète géante de type Neptune chaud.

### La planète Gliese 3293 d
Avec une masse minimale de 0,070 5 ± 0,005 3 masse jovienne, soit 22,4 ± 1,7 masses terrestres, GJ 3293 d serait un second Neptune chaud.
Les périodes orbitales des deux géantes gazeuses seraient presque en résonance 4:1 de moyen mouvement.

### La planète Gliese 3293 c
Avec une masse minimale de 0,027 ± 0,005 3 masse jovienne, soit 8,6 ± 1,7 masses terrestres, GJ 3293 c serait une super-Terre.

#### ÉtoileGJ 3293
- (en) GJ 3293 sur la base de données NASA Exoplanet Archive du NASA Exoplanet Science Institute
- (en) GJ 3293 -- High proper-motion Star sur la base de données Simbad du Centre de données astronomiques de Strasbourg.
- (en) GJ 3293, LHS 1672, 2MASS J04283571-2510088 et NLTT 13366 sur la base de catalogues VizieR du Centre de données astronomiques de Strasbourg

#### PlanèteGJ 3293 b
- (en) GJ 3293 b sur L'Encyclopédie des planètes extrasolaires de l'Observatoire de Paris.
- (en) GJ 3293 b sur la base de données NASA Exoplanet Archive du NASA Exoplanet Science Institute
- (en) GJ 3293 b sur la base de données Simbad du Centre de données astronomiques de Strasbourg.

#### PlanèteGJ 3293 c
- (en) GJ 3293 c sur L'Encyclopédie des planètes extrasolaires de l'Observatoire de Paris.
- (en) GJ 3293 c sur la base de données NASA Exoplanet Archive du NASA Exoplanet Science Institute
- (en) GJ 3293 c sur la base de données Simbad du Centre de données astronomiques de Strasbourg.

#### PlanèteGJ 3293 d
- (en) GJ 3293 d sur L'Encyclopédie des planètes extrasolaires de l'Observatoire de Paris.
- (en) GJ 3293 d sur la base de données NASA Exoplanet Archive du NASA Exoplanet Science Institute
- (en) GJ 3293 d sur la base de données Simbad du Centre de données astronomiques de Strasbourg.